# Gesù Divin Lavoratore (titre cardinalice)
Le titre cardinalice de Gesù Divin Lavoratore est érigé par le pape Paul VI le 29 avril 1969 et rattaché à l'église Gesù Divino Lavoratore, consacrée en 1960 et située à Rome, via Oderisi da Gubbio, dans le quartiere Portuense. 

## Titulaires
| - Paul Yü Pin (1969-1978) - Joseph Louis Bernardin (1983-1996) - Christoph Schönborn, O.P. (1998-) |